# Высокое давление
Высокое давление — давление, превышающее некоторое характерное для данного физического явления или конкретной задачи значение. В науке и технике при изучении высокого давления исследуется его влияние на материалы, а также на дизайн и конструкцию устройств, таких как ячейка с алмазной наковальней, которые могут создавать высокое давление. Под высоким давлением обычно понимается давление, в тысячи (килобар) или миллионы (мегабар) раз больше атмосферного давления (около 1 бара или 100 000 Па).

## История и обзор
Перси Уильямс Бриджмен получил Нобелевскую премию в 1946 году за прогресс в этой области физики: увеличение на несколько порядков величины давления (от 400 до 40 000 МПа). В список отцов-основателей этого направления входят также имена Гарри Джорджа Дрикамера, Трейси Холл, Фрэнсиса П. Банди, Леонида Ф. Верещагина и Сергея М. Стишова.
Благодаря применению высокого давления, а также высокой температуры к углероду были впервые получены искусственные алмазы, как и множество других интересных открытий. Практически любой материал при воздействии высокого давления уплотняется в более плотную форму, например, кварц, также называемый кремнезёмом или диоксидом кремния, сначала принимает более плотную форму, известную как коэсит, а затем при приложении ещё более высокого давления образует стишовит. Эти две формы кремнезёма были сначала открыты экспериментаторами высокого давления, но затем были обнаружены в природе в месте падения метеоритов.
Химическая связь, вероятно, изменится под высоким давлением, когда член PV в свободной энергии станет сравнимым с энергиями типичных химических связей, то есть при давлении около 100 ГПа. Среди наиболее ярких изменений — металлизация кислорода при 96 ГПа (превращение кислорода в сверхпроводник) и переход натрия из металла
с почти свободными электронами в прозрачный изолятор при ~ 200 ГПа. Однако при максимально высоком сжатии все материалы будут металлизироваться.
Эксперименты с материалами под высоким давлением привели к открытию новых минералов, которые, как считается, существуют в глубокой мантии Земли, таких как силикатный перовскит, который, как считается, составляет половину основной массы Земли, и постперовскит, который находится на границе ядро-мантия и объясняет многие аномалии, наблюдаемые в этой области.
Типичные давления:
- давления, достигаемые прессами большого объёма, составляют до 30-40 ГПа,
- давления, которые могут быть созданы внутри ячеек с алмазными наковальнями, составляют ~ 1000 ГПа[3],
- давление в центре Земли составляет 364 ГПа,
- и самые высокие давления, когда-либо достигнутые в ударных волнах, превышают 100 000 ГПа[4].